# Monica Geller
Mónica E.Geller es un personaje de ficción de la popular serie cómica estadounidense Friends (1994-2004), interpretado por Courteney Cox. Mónica es conocida como la "madre" del grupo y su apartamento fue uno de los principales lugares de reunión del grupo. También era conocida por su personalidad obsesiva y su naturaleza competitiva.
Mónica es también el personaje que une y entrelaza a todos los demás ya que es ella quien acepta de compañera de apartamento a Phoebe, es mejor amiga de Rachel desde la secundaria (y le brinda también su apartamento) y es hermana de Ross, por lo que sin ella probablemente los 6 amigos no se hubiesen encontrado.

## Antecedentes
Mónica es la hermana menor de Ross Geller, conoció a Rachel Green en la secundaria, fue compañera de piso de Phoebe Buffay, y se casó con el amigo de universidad de Ross, Chandler Bing.
Durante la serie, flashbacks de algunos episodios revelaron que Mónica había sido obesa, con un peso de 255 libras (115 kg), en la escuela secundaria.
Mónica conoció al amigo de Ross, Chandler, cuando él y Ross estaban en la universidad. Después de que Chandler la llamara gorda, Mónica perdió peso y, en un episodio con flashback, intentó vengarse de él seduciéndolo, pero accidentalmente le cortó un dedo del pie. Fue la sugerencia de Chandler lo que le hizo convertirse en Chef. Mónica y Chandler estuvieron juntos en Londres durante el final de la Temporada 4 y se casaron al final de la Temporada 7. Adoptaron dos niños gemelos llamados Jack y Erica.
Mónica inicialmente compartió su apartamento en Nueva York con Phoebe, quien se mudó antes del episodio piloto por los problemas que su amistad podría tener a causa de la pulcritud obsesiva de Mónica. En el episodio piloto, Rachel deja a su prometido, Barry Farber, en el altar y se muda con Mónica. Mónica conoció a Joey Tribbiani cuando él se mudó a vivir con Chandler, quién vivía al otro lado del pasillo de Mónica. Se revela que en el primer encuentro, a Mónica le gustó Joey.
Su coletilla es un fuerte, emocionado y exagerado "I KNOW!" (¡Lo sé!).

## Familia Geller
Mónica y Ross son por lo general afectuosos, aunque hay mucha rivalidad entre hermanos. En muchos episodios, Ross y Mónica usaban un extraño gesto de su infancia - golpeando los puños con los pulgares apuntando hacia afuera (como una alternativa al "dedo del medio"). Mónica y Ross son particularmente competitivos con sus padres y Mónica siente que sus padres están a favor de Ross.
Jack Geller es judío. En el episodio "The One with the Holiday Armadillo", Ross introduce a Ben en el Hannukkah y le habla de cuando Mónica tenía sus regalos de Hanukkah. Mónica también menciona su Bat Mitzvah. Chandler también le recuerda esto cuando Erica, la madre de los gemelos, erróneamente piensa que Mónica es un reverendo.

## Relación con Chandler
En la temporada 1, en el episodio 23 en el que nace el hijo de Ross, Mónica se lamenta al ver dos bebes gemelos recién nacidos y pensar que ella no tiene, al estar toda la noche hablando de ello Chandler bromeando le propone que, si a los 40 años ninguno de los dos está casado, tendrán un hijo juntos.
En la temporada 3, en el episodio número 25 (The One at the Beach), Mónica y Chandler están en la playa, y ella le dice que aunque Chandler fuera el último hombre en la Tierra, ella todavía seguiría insegura sobre salir con él. En un episodio posterior, Mónica se ríe en la oferta de Chandler para ser su novio después de que ella menciona que está preocupada acerca de morir siendo una solterona.
Al final de la 4.ª temporada, Chandler comenzó una relación secreta con Mónica Geller en Londres. Se conocieron durante la celebración del Día de Acción de Gracias en casa de los Geller durante el primer año de Chandler en la universidad. En la boda de Ross y Emily en Londres, Mónica y Chandler durmieron juntos y de inmediato comenzaron a salir (unos años más tarde, Mónica reveló que ella había ido realmente a la habitación de Chandler para buscar a Joey y acostarse con el). Mónica y Chandler intentaron mantener su relación en secreto, pero finalmente los demás terminaron enterándose. La pareja se convirtió en la Protagonista de la serie desde la quinta hasta el final de la serie. Los dos se mudaron a vivir juntos en el comienzo de la 6.ª temporada, Chandler le propuso matrimonio al final de la 6.ª temporada, y se casaron al final de la 7.ª temporada. Su boda fue oficiada por Joey, que fue ordenado a través de Internet. En el último episodio, Mónica y Chandler (que tenían pocas posibilidades de concebir), vieron nacer a sus hijos adoptivos, Erika y Jack, a pesar de que sólo esperaban un solo niño, terminaron siendo gemelos. Chandler también tuvo muchos problemas con Richard, exnovio de Mónica llegándolo a confrontar por el amor de Mónica

## Apariencia física
Mónica es una mujer muy atractiva con un sedoso pelo castaño oscuro, pómulos esculpidos, ojos azules y una figura de reloj de arena. Su belleza es reconocida no solo por Chandler, quién coqueteó con ella mucho antes de que estuvieran juntos, sino también por Joey, que la llamó "caliente" en más de una ocasión y confesó haber tenido sueños sugestivos acerca de ella. Aunque de niña tenía sobrepeso. Incluso su belleza ha sido reconocida por la enigmática Phoebe. En un capítulo de la Temporada 9 Phoebe le dice a Chandler (a quien encuentra en el pasillo del departamento y le pregunta si ha fumado luego de detectar un olor a nicotina en el aire) que Mónica tiene los pechos de una diosa.

## Personalidad

### Limpieza
Mónica es cómicamente obsesiva sobre su apartamento y le encanta limpiar (describe la tintorería como su Disneyland). Este rasgo de la personalidad se vuelve exagerado cuando la serie avanza. Los ejemplos incluyen:
- Clasifica las toallas en 11 secciones, usando ejemplos como de "uso diario", "elegantes", "para invitados", y "para invitados de lujo".[4]

- Mónica etiqueta todo, desde platos a fotografías.

- En el episodio "The One with the Dirty Girl" de la cuarta temporada, al final va de noche a la casa de la exnovia de Ross y le dice: "No podía dormir pensando en tu apartamento, ¿lo puedo limpiar?"

- En la temporada 1, ella trató de actuar como una "chiflada" y hacer como que no le importaba que dejara sus zapatos en la sala de estar, pero no pudo dormir, preguntándose si debería ir a buscarlos. También, Rachel, mueve la otomana de color verde cuando limpia el apartamento, poniendo a Mónica ansiosa. Chandler le exclama a Rachel, "Gracias a Dios no trataste de avivar las revistas - Quiero decir, ella te sacaría los ojos."

- En otro episodio se supo que tiene suministros para la limpieza de coches porque había un auto sucio estacionado enfrente del edificio. Ella lo lavó, junto a otros seis.[5]

- En la temporada 5, Rachel no quería ir al oculista y trató de detener a Mónica vaciando una caja de cereales en el suelo. Mónica pretende hacer que no le molesta y se van, pero le pide a Chandler que lo limpie.

- En la temporada 6, Rachel no quiere empaquetar cuando se supone, pero se defiende diciendo que es un regalo para Mónica. Mónica inmediatamente tiene una gran satisfacción por esto.

- Ella es obsesiva hasta el punto que limpia su material de limpieza, usando un Dustbuster para remover el polvo de una aspiradora y deseando que hubiera un material más pequeño para limpiar el Dustbuster.

- En la temporada 10, cuando Phoebe dice que no se pudieron encontrar porque ella estaba "limpiando y organizando" su apartamento antes de que Mike se mudara, Mónica "se olvida" de esto y va al apartamento de Phoebe para ayudarla.

- En la temporada 3, cuando Mark le pregunta a Rachel porqué todas las tazas tienen números, Rachel le dice que Mónica etiqueta las tazas para así saber cuál falta.

- Después de la fiesta de cumpleaños de Rachel en "The One With Phoebe's Rats", Rachel se ofrece a ayudar a Mónica a limpiar a lo que esta responde, "¿Estás bromeando? Tú tuviste tu fiesta, ¡ahora yo tendré la mía!"

- En el mismo cumpleaños de Rachel en "The One With Phoebe's Rats", al descubrir que Phoebe llevó ratas, ella queda en shock y murmura para sí, "¡Así que esto se siente cuando alguien tiene una apoplejía!"

- En el episodio "The One Where Mónica Sings", Rachel le habla a Phoebe sobre su beso con Gavin. Mónica pregunta cómo ella no lo vio cuando fue en su balcón, Phoebe responde "Fue después de la fiesta - tú probablemente estabas planchando el papel de regalo." Mónica se ve ofendida, pero responde "Oh, sí", recordando con alegría.

- En otro episodio, Chandler limpia el apartamento como una sorpresa. Ross lo ve haciendo esto y explica que ella "lo mataría" si no todo está en el mismo lugar. Ella regresa a casa después de un largo día de trabajo y se da cuenta de que el apartamento está diferente (aunque parezca el mismo).

- Mientras Mónica y Chandler están juntos, ella descubre que ninguno de los discos de Chandler está en su caja cuando él dice, "Si no puedo encontrar la caja correcta, simplemente coloco el disco en la caja más cercana." Mónica responde nerviosamente, "Está bien, no necesito entrar en pánico...respiraré profundo, tendré que pasar tiempo en colocarlos en sus cajas correctas."

- En "The One with the Stain", Mónica vuelve a casa para encontrar que el apartamento ha sido limpiado. Después de descubrir que Chandler no lo limpió, Mónica dice, "Oh no, ¿limpié mientras soñaba de nuevo?" a lo que Chandler responde, "Conseguí una limpiadora." Mónica nerviosamente responde, "Espero que por limpiadora quieras decir amante, ¡porque si otra mujer estuvo aquí limpiando...!". Chandler le dice, "Cariño, sé que no te gusta renunciar al control...", a lo que Mónica responde, "¡Renunciar es una palabra elegante para perder!"

- También en el episodio "The One with the Stain", Mónica se pone ansiosa cuando ella descubre que Chandler ha contratado a una limpiadora. Cuando Chandler le dice, "Qué sucede", ella responde: "Usualmente cuando estoy ansiosa, ¡limpio!"

- En el episodio "The One with Rachel's Other Sister", Rachel y su hermana Amy tienen una pelea y Rachel accidentalmente rompe un plato de la boda de Mónica y Chandler, y Mónica casi se desmaya.

- En la temporada 10, en el episodio "The One Where Ross is Fine", a Mónica y Chandler les dan una carpeta sobre adopción que está perfectamente ordenada y organizada por otra pareja. Mónica le susurra a Chandler, "Creo que acabo de tener un pequeño orgasmo." No solo esto, Mónica hace que Chandler se lave las manos antes de tocar la carpeta porque "Es tan linda y blanca."

- Cuando Mónica y Chandler discuten en tener un bebé, Mónica entra en pánico porque las cosas del bebé tomarán tanto espacio que no habrá suficiente para el "cajón de las cintas", causando esto que Mónica grite "¡¡¡Adónde irán las cintas!!!". Chandler luego sugiere hacer un bebé en ese momento, antes que Mónica cambie de opinión, a lo que Mónica responde que ella podría fingirlo porque, "Estoy un poquito en shock".

- Es revelado que una de las razones de porqué Mónica es capaz de mantener el apartamento limpio es porque ella tiene un armario lleno de trastos, Mónica se siente profundamente avergonzada de esto llamándose a sí misma "enferma", tampoco deja que Chandler ponga algo en el armario porque podría estropearlo.

### Competitividad
Mónica es altamente competitiva, presuntamente arrojando un plato en un ataque de ira durante un juego de Pictionary, reclamando, "¡Las reglas ayudan a controlar la diversión!".
Cuando Joey y Ross se estaban lanzando una pelota entre ellos, Mónica se unió y tiró la pelota demasiado fuerte hacia Ross a lo que él exclamó, "Mónica, ¡para de tirar la pelota tan fuerte! Estamos en el mismo equipo". A veces, sin embargo, ella lleva su naturaleza competitiva demasiado lejos. Un ejemplo dramático de esto fue cuando Mónica impulsivamente apostó el apartamento de ella y Rachel durante un juego de preguntas creadas por Ross. Cuando ella y Rachel pierden en la pregunta final, fueron forzadas a cambiar apartamentos con Chandler y Joey. Sin embargo, tuvieron su apartamento de nuevo al aceptar besarse durante un minuto para Joey y Chandler.
Mónica también demuestra su destreza atlética, que, junto con su racha de competitividad, la hace temible, especialmente en el futbolín. Durante el viaje en grupo a Barbados, Mónica se obsesiona en derrotar al novio de Phoebe, Mike, en una mesa de ping-pong, y los dos se comprometieron en un partido maratoniano, durando horas. A veces, sin embargo, Mónica se vuelve demasiado áspera. Mientras le daba masajes sensuales a Chandler, ella lo lastima hasta el punto de que él llora. Más tarde durante el episodio, ella está muy molesta porque 'pierde' en dar masajes, hasta que Chandler dice, "Le das al mundo los mejores peores masajes", esto la anima muchísimo. Por otra parte, ella se mantuvo firme en una pelea usando sus brazos contra Chandler en el episodio "The One with the Halloween Party". Además, en su juventud, Mónica le rompió la nariz a Ross cuando un juego de fútbol se puso feo en un intento de ganar la "Copa Geller". La copa fue arrojada a un lago cercano. Lo que Ross no sabía hasta "The One with the Football" fue que Mónica saltó al lago para recuperarlo. En el último episodio, tratando de rescatar las aves que Joey compró, Mónica se las arregló para destruir el futbolín, sin usar las herramientas que Chandler y Joey le habían dado, y cuando ellos se lo comentan, ella les responde que: "Solo estorbaban".
La competitividad de Mónica puede derivarse de sus constantes intentos en hacer que sus padres estén orgullosos de ella, y para ella ser alabada, en lugar de vivir a la sombra de Ross todo el tiempo. También podría derivarse de su infancia y sus inseguridades de la adolescencia, particularmente sobre su mejor amiga, Rachel, que era la diva popular de la escuela con varios novios, mientras que Mónica era obesa.

### Carácter mandón
Mónica es notoriamente mandona. A menudo es referida así por sus amigos. Su autoritarismo se ve mejor en su relación con Chandler, dónde ella frecuentemente gana la mano en sus disputas. Después de convertirse en pareja, Chandler dice, "Así que, ¿realmente no voy a ganar nunca más?", a lo que Mónica responde, "¿Con qué frecuencia ganaste de todos modos?"
Sin embargo, Chandler ha ganado una disputa con Mónica. Después de descubrir que sus padres desperdiciaron su dinero de fondo para la boda, Mónica recurre a Chandler por ayuda. Chandler revela que él tiene una cantidad considerable de dinero, y se indignó cuando Mónica quería gastar toda la fortuna en la boda. Chandler se negó, y Mónica luego se disculpó.
- Cuando Mónica se convierte en la organizadora de bodas de Phoebe, ella ordena los eventos en la "hora militar."[6]

- En la temporada 5, ella y Phoebe coordinan la fiesta de cumpleaños de Rachel, y Mónica se hace cargo de todo excepto de los vasos y el hielo, a lo que le da la responsabilidad a Phoebe. En reacción a esto, Phoebe sorprende a Mónica trayéndole cientos de vasos de plástico (que ella incluso decora con ellos) y varios tipos de hielo, incluyendo picado, en cubos y secos.

- Mientras Mónica y Phoebe viven juntas, Mónica una vez se disculpa ante Phoebe por dejar carmín en el teléfono. Cuando Phoebe le dice que ella no lo hizo, Mónica responde, "Oh, bueno, ¡entonces debiste haber sido tú!".[7]

### Relaciones y niños
Mónica es varias veces representada por querer tener una relación y tener hijos. Antes y después de su relación con Richard, a ella le preocupa no tener novio.
A principios de la serie, Mónica rompe con Richard porque él no quería tener hijos. Después de dejar a Richard, Mónica considera seriamente convertirse en madre soltera a través de una inseminación artificial. Antes de que ella y Chandler comenzaran a salir, los dos hablaron sobre estar juntos y tener un bebé si los dos estaban solteros a los 40. Finalmente, después de casarse con Chandler, tratan de tener hijos pero fallan. Son elegidos por una adolescente embarazada llamada Erica para adoptar el bebé. Son elegidos, inicialmente, porque la agencia de adopción le dice a Erica que Chandler es un doctor y Mónica es un reverendo. Después de una larga conversación, Chandler convence a Erica para que les de su bebé.
En el último episodio, durante el nacimiento, se anuncia que ella está teniendo gemelos, un niño llamado Jack por el padre de Mónica y Ross, y una niña llamada Erica, en acto de gratitud a la madre biológica de los niños.

## "Mónica Gorda"
Es revelado a principios de la serie que ella había tenido sobrepeso mientras crecía. Mónica perdió el peso cuando tenía 18 años después de que Chandler la llamara "gorda" en Acción de Gracias.
Los escritores de la serie a menudo utilizaron flashbacks para mostrar el sobrepeso de Mónica (Courteney Cox utilizaba un traje de gorda). En un episodio, cuando el grupo veía un vídeo viejo de graduación y fueron sorprendidos al ver su peso, Joey gritó, "¡Alguna chica se comió a Mónica!". Este también fue el primer episodio donde se vio "la gran nariz de Rachel". Mónica trató de dar la cara, diciendo que la cámara añade diez libras. Chandler se apresuró a replicar, "¿Entonces cuántas cámaras estaban en ti?" En otro episodio dónde el grupo recuerda el día de Acción de Gracias pasados, un flashback revela el por qué Mónica perdió todo el peso. Ella escuchó a Chandler decirle a Ross que no quería estar toda la noche con su gorda hermana, a lo que llevó a Mónica a deprimirse y negarse a la comida que su madre le ofrecía. Ella perdió su peso en el Acción de Gracias de 1988, Rachel también perdió su gran nariz. En casi todos los episodios que muestran a "Mónica Gorda", el episodio termina con Mónica bailando.
En una historia de realidad alternativa durante el show ("The One That Could Have Been"), Mónica tiene sobrepeso pero sigue siendo una chef profesional y termina con Chandler, quién era un escritor independiente, al final del episodio, ella pierde su virginidad con él como un favor que él le ofrecía. Durante el episodio cuando su actual novio, un doctor, le pide que le guarde cena porque él se tiene que ir, ella contesta, "No te puedo prometer nada", mientras comienza a comer.
Se revela en otro episodio que el peso de Mónica significó que un alumno de la escuela secundaria tuviera que jugar con ella en el sube y baja en lugar de alguien de su misma edad, y que su traje de la banda de música tuviera que ser por encargo. Su gordura también explica porque Ross come tan rápido cuando él le explica a Rachel, "¡Crecí con Mónica! ¡Sí no comías rápido, no comías!" En el episodio "The One With the Pediatrician", Mónica revela que Ross iba a un terapeuta debido a un mal sueño recurrente, que era que Mónica lo iba a comer. El peso de Mónica, se informa en otro episodio, es la razón de la cirugía de su perro, después de que ella tratara de subirse encima de él cuando tenía once años, y en un episodio diferente, Ross revela que ella causó que el columpio que había en casa de sus padres se rompiera; previamente se creía que había sido el huracán Gloria. En el mismo episodio, Ross también revela que una noche después de haber sido enviada a la cama sin cenar, Mónica trató de comer los macarrones pegados en su joyero.
Otro episodio revela que Mónica asistió a un campamento cuando era niña, y se quedó atrapada en un alambrado después de tratar de cazar y comer una ardilla, a la que ella afirmó haber estado tratando de ayudar.

## Carrera
Mónica es chef, y, al igual que la mayoría de las áreas de su vida, es obsesiva y competitiva. Mónica usa utensilios de cocina Chantal en azul. Originalmente, era una cocinera que ganaba poco dinero en un restaurante llamado Iridium. Después de aceptar una promoción en un restaurante llamado Café des Artistes, fue despedida por aceptar un regalo de un distribuidor de alimentos. Mónica permaneció desempleada por un tiempo antes de que le ofrecieran un trabajo en un restaurante con un estilo de los años 50 llamado Moondance Diner. En ese momento, Mónica revela que ella trabajó en el famoso Café des Artistes cuando ella dijo, «Era chef en Café des Artistes. ¿Cómo puedo coger un trabajo dónde tengo que hacer algo llamado Laverne y patatas Curly?». En el Moondance Diner, Mónica lleva una peluca rubia, patines y pechos postizos. Mientras trabaja en ese restaurante, ella conoce al millonario Pete Becker (interpretado por Jon Favreau), quién usó su dinero para abrir un restaurante y hacer a Mónica jefa de cocina. Después de que su relación terminase debido al deseo de Pete en convertirse en campeón de lucha definitiva, Mónica comienza un negocio de cáterin de corta duración con Phoebe. Durante sus días desempleados, Mónica trabaja para una compañía de alimentos sin nombre, pensando recetas y luego haciéndolas, usando productos sustitutivos de alimentos, como 'Macolate', un sucedáneo de chocolate que nunca salió al mercado debido a su sabor repulsivo (Phoebe dijo, «esto debe ser como el diablo debe de saber») y el efecto secundario de orinar con dolor si se ingería una gran cantidad. También, durante este tiempo, para evitar coger un trabajo en el mencionado Moondance Diner, ella temporalmente compró acciones en la bolsa con los pocos ahorros dejados en su cuenta de banco, a pesar de no saber nada sobre cómo funciona, comprando acciones de empresas solo por sus nombres, sin saber qué hacían las compañías o qué tan exitosas eran.
Mónica finalmente fue contratada como jefe de cocina en un restaurante local, Alessandro's, poniendo un fin a la empresa de cáterin. Al principio, sus empleados no querían a Mónica porque tres de ellos eran los hijos del jefe de cocina anterior, también por comentarios viciosos que se habían publicado en el periódico local sobre el restaurante. Sin embargo, Mónica contrata a Joey como camarero, únicamente para despedirlo, para parecer que ella era una jefa dura. Aparentemente funcionó, ya que los problemas con sus empleados se redujeron. Ella dejó Alessandro's cuando la firma de Chandler lo requirió para trasladarse a Tulsa, Oklahoma. Sin embargo, cuando ella se puso en contacto con un cazador de trabajo sobre aperturas de restaurantes en Tulsa, ella consiguió un trabajo como jefa de cocina en Javu, un restaurante de lujo en Manhattan, obligándola a permanecer en Nueva York.

## Producción
Cuando Courteney Cox llegó al elenco de Friends, se le pidió que desempeñara el papel de Rachel Green pero ella pensó que debería adoptar el de Mónica Geller en su lugar. Maggie Wheeler también hizo audición para el papel pero terminó haciendo el papel de Janice Litman Goralnik en su lugar. A la actriz Jami Gertz se le ofreció el papel de Mónica pero lo rechazó antes de que Friends comenzara la producción. 
El apartamento de Mónica era uno de los ejes principales de la serie. Muchos críticos del show comenzaron a cuestionar cómo Mónica podría pagar el apartamento con el salario de chef, así que los escritores de Friends explicaron que ella realquiló el apartamento de su abuela, que se había mudado a Florida. En el final de la serie, Chandler explica a uno de sus gemelos recién nacidos, "Gracias al control de alquileres, que fue un endemoniado robo".
Mónica una vez dijo que ella era alérgica al pelo de gato, pero en otro episodio menciona que una vez ella tuvo un gato. También en el episodio, "The One with the Cat", es capaz de acariciar y estar cerca del gato de Phoebe sin tener reacciones alérgicas. Aunque da la impresión de que prefiere los gatos (aunque existan varias contradicciones dentro de la serie), en un capítulo, mientras Chandler le confiesa que los ve a ambos con varios hijos, con un gato y viviendo en una casa en las afueras de la ciudad, Mónica le corrige sugiriendo que [él] se refería a tener un perro en lugar de un gato.
Mónica pronuncia la primera línea del show: "No hay nada que contar, él es solo un tipo con el que trabajó." La última línea de Mónica es respondiendo a Rachel en tomar un café antes de que se vayan: "Tenemos algo de tiempo."